# Merkers-Kieselbach
Merkers-Kieselbach este o comună din landul Turingia, Germania.
1. ↑  GeoNames